# Астрачі (присілок)
Астрачі (рос. Астрачи) — присілок Бокситогорського району Ленінградської області Росії. Входить до складу Великодвірського сільського поселення. Населення — 29 осіб (2012 рік).

## Географія
Присілок розташований на лівому березі річки Тихвінка у північно-західній частині Бокситогорського району.

## Історія
Перші писемні згадки про присілок Остроча зустрічаються на карті Вільбрехта О. М. Новгородського намісництва 1792 р.  
На спеціальній карті західної частини Росії Федора Шуберта 1844 року просілок позначається як Острача, до складу якого входять 32 селянських дворів.

## Населення
| 2007 | 2010 | 2017 |
| ---- | ---- | ---- |
| 17   | ↗39  | ↘19  |

## Транспорт
Присілок Астрачі знаходиться на автошляху А114 на схід від міста Тихвін.
Відстань до районного центру (Боктигородськ) — 18 км.
Відстань до обласного центру (Санкт-Петербург) — 191 км.
Найближча залізнична станція — Астрачі, лінія Санкт-Петербург — Вологда.

## Пам'ятки
- Меморіальний комплекс зі скульптурною композицією на місці братської могили. Офіційно створений у 1970 р.
- Музей «Астрача, 1941» — єдиний музей Німецько-радянської війни у східній частині Ленінградської області[5].